# Gélose tryptone soja
 (mars 2013).
Si vous disposez d'ouvrages ou d'articles de référence ou si vous connaissez des sites web de qualité traitant du thème abordé ici, merci de compléter l'article en donnant les références utiles à sa vérifiabilité et en les liant à la section « Notes et références ».

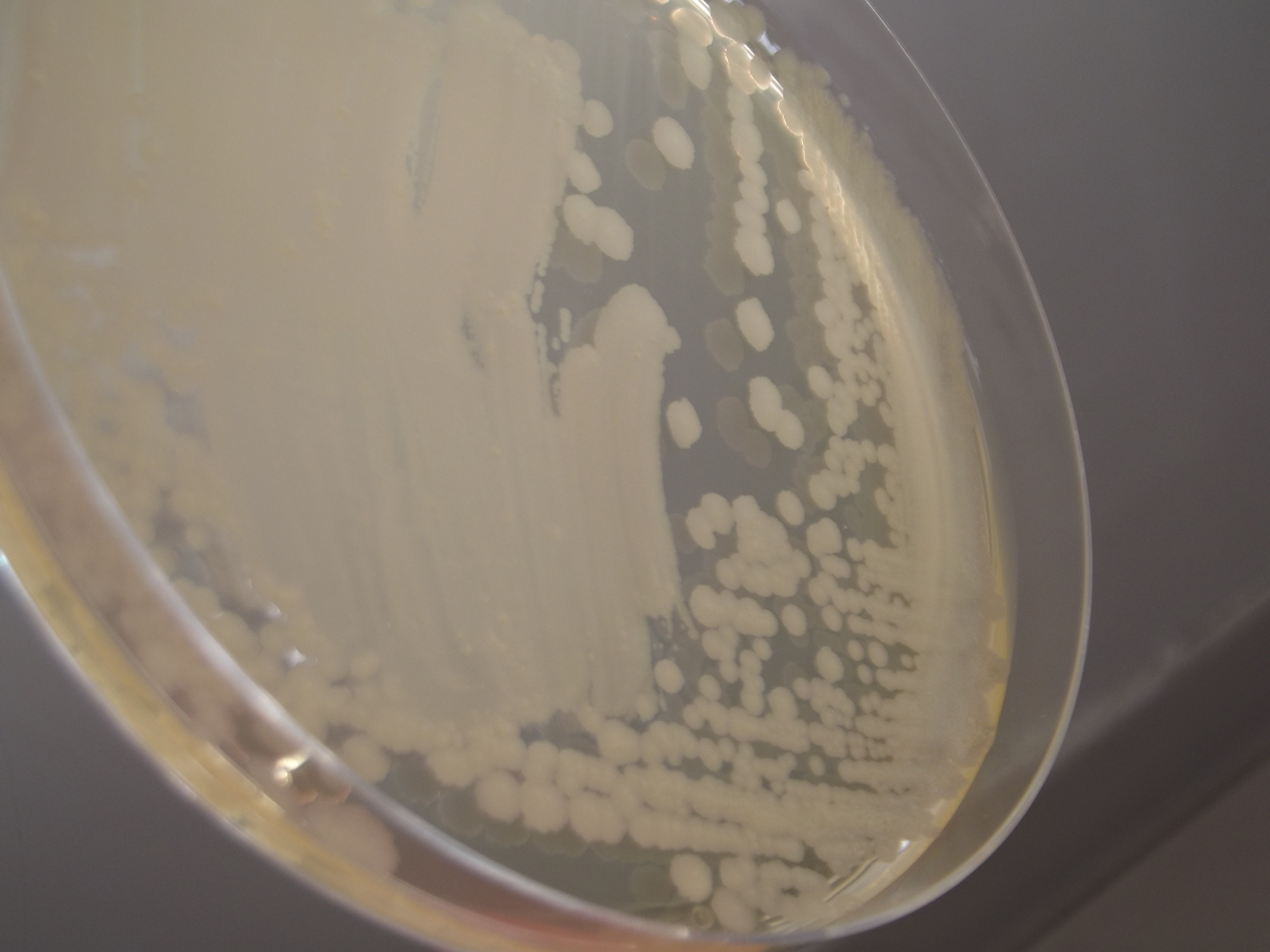
Culture de Corynebacterium sur gélose tryptone soja.

La gélose tryptone soja aussi appelé gélose trypto-caséïne soja ou gélose trypticase soja est un milieu de culture utilisé en microbiologie pour des bactéries peu exigeantes aérobies et anaérobies. Ce milieu existe aussi sans agar sous forme de bouillon comme milieu d'enrichissement. En gélose il possible de s'en servir tel quel par exemple pour des numérations, ou additionnée d'autres composants et notamment de sang pour détecter les hémolyses dans certaines identifications. Cette gélose est par ailleurs utilisable pour pratiquer le test de CAMP.
Ce milieu fait partie des milieux de culture soumis à la norme ISO 21149:2017

## Principes
L'association peptone de caséine + peptone de soja permet une croissance optimale, qui est due à la synergie entre l'apport protidique de la caséine et l'apport glucidique du soja.
Le chlorure de sodium (NaCl) maintient la pression osmotique.
L'ajout de sang de mouton défibriné stérile va à la fois enrichir le milieu et permettre, à la lecture, l'obtention d'hémolyses, dont les hémolyses bêta qui sont caractéristiques de Streptococcus pyogenes et de Streptococcus agalactiae.
L'addition de 5 % de sang de cheval apporte les facteurs X nécessaires à la croissance d’Haemophilus influenzae, mais pas le facteur V (NAD), en particulier pour le sang frais. Le chauffage du sang (gélose au sang cuit ou gélose « chocolat ») libère le NAD et inactive les inhibiteurs de ce dernier pouvant être présent dans certains sang animaux comme celui du mouton, mais il est beaucoup plus efficace et sûr d'ajouter directement du facteur V, par exemple avec de l'extrait de levure.
Par adjonction de gentamicine (antibiotique du groupe des aminoglycosides) à raison de 2,5 mg L−1 de milieu additionné de sang de mouton, on réalise une gélose qui, tout en facilitant la détection de Streptococcus pneumoniae dans les prélèvement cliniques, inhibe les bactéries contaminantes comme les staphylocoques et les bacilles Gram négatifs.

## Formule
(en grammes par litre d'eau distillée) :
- Tryptone : 15 g
- Peptone papaïnique de soja : 5 g
- Chlorure de sodium : 5 g
- Agar : 15 g
- pH final : 7,3 ± 0,2

Il doit être autoclavé pendant 15 min à 121 °C avant utilisation.

## Lectures
Les streptocoques hémolytiques du groupe A apparaissent sous la forme de petites colonies grises translucides ou opaques entourées d'une zone d'hémolyse bêta. D'autre bactéries peuvent présenter le même type d'hémolyse : les Listeria, les staphylocoques hémolytiques Escherichia coli et les Pseudomonas. Il est donc nécessaire de pratiquer des colorations de Gram pour confirmer les résultats.
Les streptocoques qui présentent les caractéristiques suivantes :
- Bacitracine-négative
- CAMP-positive
- Bêta-hémolytique

sont considérés comme appartenant présomptivement au groupe B. Il est possible de réaliser le test de CAMP sur le milieu additionné de 5 % de sang de mouton de la manière suivante :
- Ensemencer en une seule strie médiane une culture de 10 heures de Staphylococcus aureus ATCC 33862 bêta-hémolytique.
- Perpendiculairement à la strie initiale, faire une strie de culture du streptocoque à déterminer, de façon à approcher le plus possible (2 à 3 mm) sans toutefois l'atteindre.

Les streptocoques du groupe B produisent une substance extracellulaire thermorésistante (CAMP factor) qui provoque un triangle d'hémolyse totale dans la zone d'hémolyse incomplète du staphylocoque, à la jonction des deux cultures. La procédure doit être effectuée avec des souches de collection connues, parallèlement aux souches inconnues à identifier. les streptocoques du groupe B présentent généralement des zones hémolytiques plus petites que celles observées avec streptococcus pyogenes. 
Les pneumocoques apparaissent sous forme de colonies plates, lisses, grisâtres et parfois muqueuses entourées d'une zone d'hémolyse étroite verdâtre, de type alpha.
Les staphylocoques donnent des colonies opaques jaune-doré ou blanches avec ou sans zone d'hémolyse de type Bêta.
Les Listeria présentent de petite zones d'hémolyse bêta.
Les autres germes non pathogènes peuvent également cultiver sur ce milieu non sélectif.